# Бутковський Іван
Бутковський Іван (псевдо: «Гуцул»; * 2 травня 1910, м. Сколе, Королівство Галичини та Володимирії — † 5 серпня 1967, Мюнхен, ФРН) — провідний член УВО та ОУН, повітовий провідник ОУН Сколівщини, командир 4-ї ВО «Говерля» групи УПА-«Захід».
Лицар Золотого Хреста Бойової Заслуги 2-го класу (25.04.1945)

## Життєпис
Народився 2 травня 1910 року в місті Сколе (зараз Львівщина).
У 1930 році закінчив Стрийську гімназію. Навчався на юридичному факультеті Люблінського університету. Вступив до УВО, а згодом в ОУН, повітовий провідник Сколівщини. Був ув'язнений поляками.
У 1938—1939 командир сотні Карпатської Січі, хорунжий. Учасник боїв проти угорської армії поблизу Хуста, прикривав на чолі відділу відступ урядовців та січовиків. Поранений попав до полону, в'язень мадярських концтаборів.
Учасник похідних груп ОУН в 1941 р., за що був ув'язнений німцями в 1941—1942 рр.
Після звільнення — в 1943 командир куреня УНС «Чорні чорти». У першій половині 1944 року командир Військової Округи −4 «Говерля» групи УПА-«Захід», поручник. Керівник місії УПА за кордоном. У 1947—1955 рр. видавав військовий журнал «До зброї». З 1949 підполковник УПА.
В еміграції проживав у Мюнхені, де й помер 5 серпня 1967. Похований на цвинтарі Вальдфрідгоф.

## Родина
Іван Бутковський народився у багатодітній сім'ї. Його батьки мали 11 дітей — 10 синів та одну дочку: Василь, Микола, Михайло, Петро, Євстахій, Іван, Стефан, Олекса, Антін, Федір.
Внук його сестри Марії Андрій Дигдалович — Герой Небесної Сотні.